# アラン・ルプレスト
アラン・ルプレスト（Allain Leprest、1954年6月3日 - 2011年8月15日）は、フランス出身の歌手。
しゃがれた声が特徴で、「20世紀のアルチュール・ランボー」、「最後の酔いどれ詩人」と称されることもあった。

## 生涯
1954年に生まれる。父親は指物師だった。
1971年から自身で詩を書くようになり、1981年に詩集『トララユルレット（Tralahurlette）』を発表。
教職を経験後、パリへ出る。1983年、ジュリエット・グレコがルプレストの曲「Le Pull-over」を取り上げたほか、イザベル・オーブレなどのベテラン歌手から楽曲を取り上げてもらうようになると、1985年には音楽イベント「プランタン・ド・ブールジュ（Le Printemps de Bourges）」へ出演。
1986年にデビュー・アルバム『Mec』をリリースした。
1990年、サラヴァ・レーベルの創設者ピエール・バルーと出会い、1992年にサラヴァ・レーベルからアコーディオン奏者のリシャール・ガリアーノと共演したアルバム『ヴォーチェ・ア・マーノ』を発表。この作品は、発売翌年にアカデミー・シャルル・クロ・グランプリを受賞。
1995年2月20日、オランピア劇場で公演を行う。
2000年代には脳腫瘍が見つかり、肺がんも発症したが、音楽活動を再開し、2008年にはアルバム『氷山が溶けてしまう時』を発表した。
2011年7月、音楽と芸術の祭典「Festival Jean Ferrat」にメイン・ゲストとして出演。その翌月にアルデシュ県アントレーグ＝シュル＝ヴォラーヌで自殺した。

## ディスコグラフィ

### スタジオ・アルバム
- Mec (1986年)
- 2 (1988年)
- 『ヴォーチェ・ア・マーノ』 - Voce a mano (1992年)
- 『“4”キャトル』 - 4 (1994年)
- Nu (1998年)
- (Re)Donne-moi de mes nouvelles (2005年)
- 『氷山が溶けてしまう時』 - Quand auront fondu les banquises (2008年)
- Parol' de manchot (2008年)
- Leprest symphonique (2011年)

### ライブ・アルバム
- Il pleut sur la mer... (1995年)
- Je viens vous voir (2002年)